# DC Shoes
 (janvier 2018).
Si vous disposez d'ouvrages ou d'articles de référence ou si vous connaissez des sites web de qualité traitant du thème abordé ici, merci de compléter l'article en donnant les références utiles à sa vérifiabilité et en les liant à la section « Notes et références ».
DC Shoes, plus couramment appelée DC et officiellement nommé DCSHOECOUSA, est une compagnie américaine fabriquant des chaussures et des vêtements de skateboard, de snowboard et de sports extrêmes. Elle est basée à Huntington Beach depuis 2010 après avoir été à Vista, en Californie.

## Historique
La compagnie a été fondée aux États-Unis en juin 1994 par Ken Block, Danny Way, Colin McKay et Damon Way. « DC » était originellement l'abréviation de Droors Clothing. La compagnie était initialement basée à Carlsbad, en Californie, puis a déménagé à Vista, en Californie, mais est à présent basée à Huntington Beach, également en Californie, aux quartiers généraux de Quiksilver.
L'entreprise a été vendue à Quiksilver le 8 mars 2004 pour la somme de 87 millions de dollars.
DC Shoes sponsorise divers athlètes dont Danny Way, Rob Dyrdek, Colin McKay, Travis Pastrana, Dave Mirra, Liam Doran, et également Devun Walsh.